# Castell de Vila-rodona
El castell de Vila-rodona exemplifica l'abast evolutiu d'algunes de les fortificacions bastides entre els segles x i xii al Gaià. Les seves restes, que només arribar al poble se us faran ja ben evidents, són el resultat final d'una llarga evolució que s'inicia segurament al segle xi i que es clou als anys 70 del segle xx. Actualment un cop restaurat, ha recuperat la tradició de la família propietària d’elaboració de vins i fomenta la cultura viticultora d’aquest enclau extraordinari.

## Ubicació
El castell de Vila-rodona està ubicat a la part més alta de la vila, la qual estructura la seva xarxa urbana des de la mateixa riba esquerra del Gaià fins a peu de castell. Per la part est del castell hi puja la carretera de Can Ferrer enmig de camps de conreus, que van guanyant altura. El castell de Vila-rodona veu passar el Gaià de nord a sud. AI nord hi podem afigurar els castells de Selmella i Saburella i al nord-oest el forat del coll de Cabra. De l'oest al nord-oest hi veiem Miramar i la serra Carbonària; a l'oest, Prades i la Mussara, i al sud-oest, Vilabella. Al sud hi albirem la Torre del Moro, Montferri i Vilardida a la banda esquerra del riu i la Serra a la dreta. A l'est hi ha la serra del Montmell.

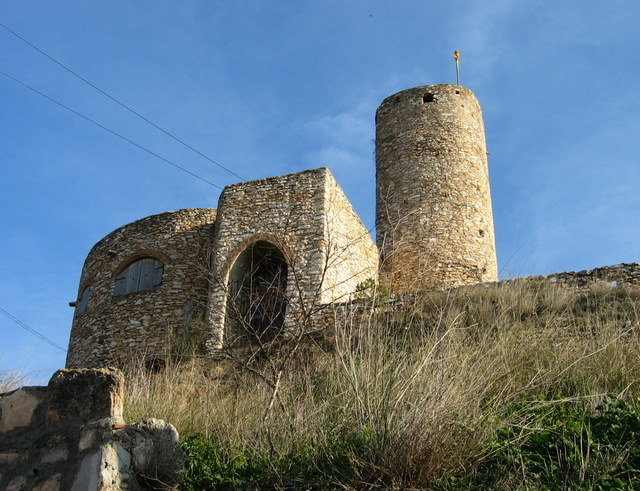
Vista del conjunt

## Història del conjunt
El castell de Vila-rodona, junt a altres terres del Gaià mitjà, deu la seva repoblació a la seu episcopal de Barcelona. En un inici i fins a les primeries del segle xiii, les terres de l'actual municipi de Vila-rodona depenen del castell del Montmell, ubicat en un indret estratègic, idoni per a la defensa del territori. Tot i que amb la carta de poblament del bisbe Vives (977) hom pensa que aquestes terres són habitades, no es disposa de notícies documentals fins a la segona meitat del segle xii. És llavors quan el poblament es consolida de forma definitiva, ja que suposadament havien patit escomeses sarraïnes fins a la primera meitat del segle xii. La necessitat defensiva i d'avenç territorial fan, probablement, que el castell es basteixi en el transcurs del segle xi com a fortalesa secundària del castell del Montmell. L'any 1157 el bisbe concedeix un establiment a dues famílies en sengles predis de dues jovades i l'any 1161 el bisbe Guillem de Torroja estableix un molí vora el Gaià. Llavors aquestes terres es coneixen com a Castro creixent, topònim amb clara referència al creixement d'un nucli urbà prop del castell. Aviat l'assentament es coneixerà com a Vilarodona, antic topònim que es recupera a començaments del segle xiii, quan es constitueix en terme propi, dependent al llarg de la seva història del bisbat de Barcelona. Els seus territoris es veuen també afectats per la proximitat al cenobi de Santes Creus, tant per part de senyors laics (Guisla de Banyeres) com del bisbat, que fan donació de diversos honors i possessions als cistercencs. La primera notícia directa que fa referència al castell data de començaments del segle xiv, i documenta el pas del bisbe barceloní Pons de Gualba, tornant del Concili Provincial de la ciutat de Tarragona. L'any 1337 trobem citada la capella de Sant Llorenç, ubicada dins de la parròquia del castell episcopal de Vila-rodona. El castell de Vila-rodona té un paper destacat en el transcurs de les guerres contra Joan II (1462-1472). Vila-rodona és una de les localitats que més resistència oposa al monarca, en la seva lluita amb la Diputació de Barcelona. El 1464 era l'únic poble del camp fidel a les institucions del país, defensat per Joan de Gaiàs i Guillem Pina contra els atacs de Rodrigo de Rebolledo i després de l'arquebisbe de Saragossa, que ocupa el poble conquerint carrer per carrer, però que no pot fer retre el castell, ocupat finalment l'agost de 1465 per Rodrigo de Rebolledo. A final del segle xv els fogatges li comptabilitzen 48 famílies. Durant la guerra dels Segadors el lloc documenta tropes franceses; l'any 1647 els francesos reconstrueixen les muralles i fortificacions, entre les quals s'hi suposa el castell. Vila-rodona és ocupada per les tropes franceses l'any 1808, i el castell és lloc d'allotjament de tropes espanyoles el 1811. Durant la primera guerra carlina (1833-1841) el castell és refugi per a tot el poble, que oficialment defensa la causa de la reina Maria Cristina. A mitjan segle, la vila té 1.679 habitants i és partit judicial de Valls i diòcesi de Barcelona. Amb les desamortitzacions, que suposen l'extinció del règim senyorial, el castell de Vila-rodona es ven a Josep Sanahuja, tot i que durant l'interval de les terceres guerres carlines, l'any 1874, és propietat del municipi i passa a ser reformat i condicionat per a la tropa. Hom relata que amb pedres procedents del monestir de Santes Creus es construeix la torre de guaita de la part superior del castell. Durant la segona meitat del segle xx, Enric Pifarré Sanahuja va restaurar el castell permetent que fins avui en dia s'hagi conservat i sigui un dels pocs castells del Gaià que romanen dempeus. Actualment la família Sanahuja continua sent la propietària del conjunt.